# Garendon
Garendon var en civil parish 1858–1936 när det uppgick i Loughborough och Shepshed i grevskapet Leicestershire i England. Civil parish var belägen 17 km från Leicester och hade 30 invånare år 1931.